# Junonia ixia
Junonia ixia är en fjärilsart som beskrevs av Butler 1866. Junonia ixia ingår i släktet Junonia och familjen praktfjärilar. Inga underarter finns listade i Catalogue of Life.